# Chalceus macrolepidotus
Chalceus macrolepidotus is een straalvinnige vissensoort uit de familie van de karperzalmen (Characidae). De wetenschappelijke naam van de soort is voor het eerst geldig gepubliceerd in 1818 door Cuvier.
Deze zoetwatervis voedt zich in het wild met insecten en aquatische schaaldieren. De vis komt voor in grote delen van Zuid-Amerika: Colombia, Venezuela, Guyana, Suriname, Frans Guiana, Peru. In de aquaristiek is de vis geliefd vanwege zijn uitgesproken roze staartvin. Het is echter een vrij grote roofzuchtige vis die ruimte nodig heeft en kleine vissen zal opvreten.

## Beeldengalerij

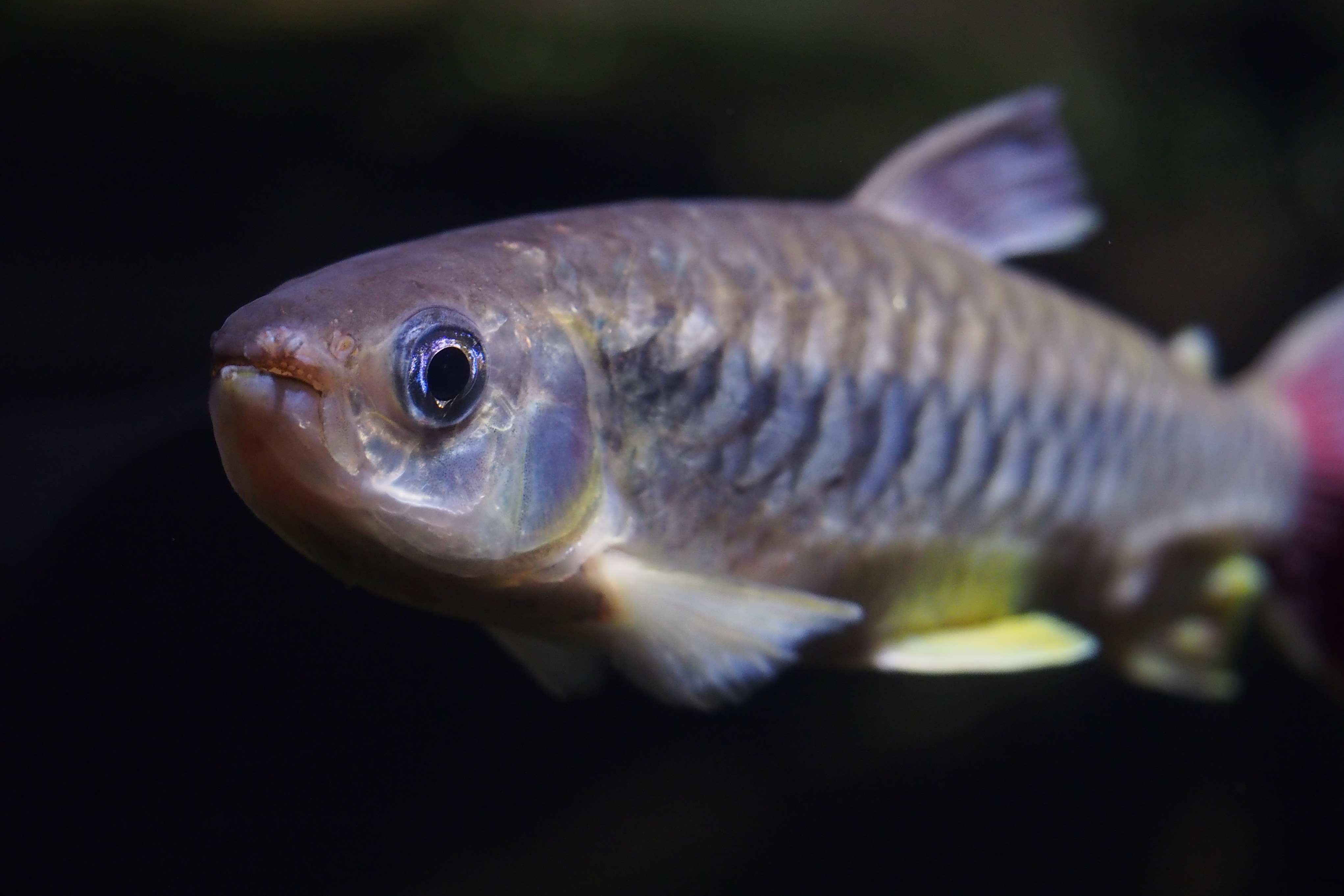
Hier is de roze staart beter te zien.